# Oddesund
Oddesund er et smalt sund i Limfjorden mellem Nissum Bredning og Venø Sund. Sundet er ca. 500 meter bredt og 23 meter dybt. I 1938 byggedes Oddesundbroen over sundet, der forbinder Thyholm med halvøen Grisetåodde nord for Struer. Cirka 700 m nordvest for sundet findes jernbanestationen Oddesund Nord. Ved den nordøstlige ende af sundet findes Grisetåodde Fyr.
56°34′37″N 8°33′29″Ø / 56.577°N 8.558°Ø